# 智慧型電表

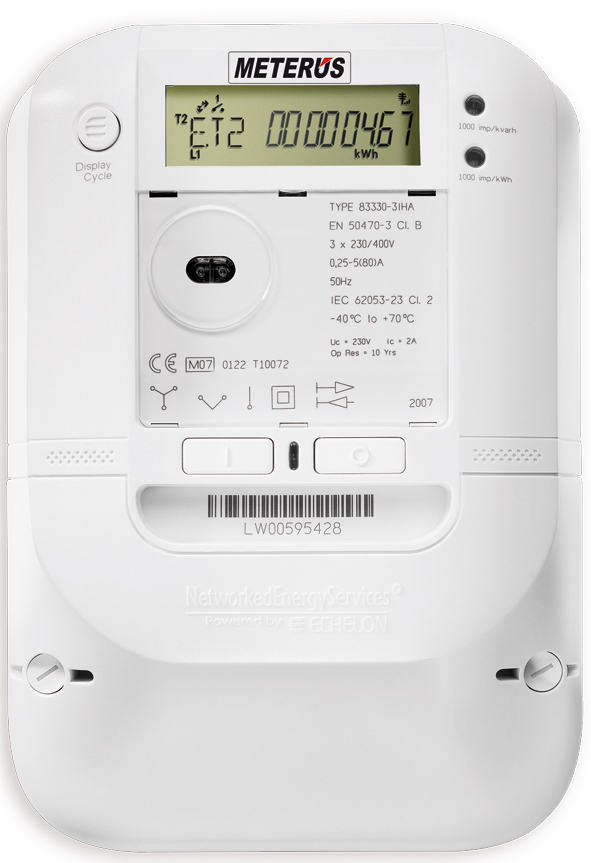
智慧型電錶

智慧型電錶（英語：Smart meter），簡稱智慧電錶、智能電表，是一種新型的數位電度錶。它會精確地標示出用電量，並透過網路回報資訊。它可以成為智慧電網的一部份，被視為智能電網的基礎。
最早用於電度表，目前已被應用到水表與瓦斯表上。
智能電表現在主要建立在AMI電網架構之上，資料可上傳回電力公司，用以協助電源管理，電費管理，故障管理；無論在人力成本，電力成本等相關營運上更有效率。目前智能電表傳輸模式可分為PLC電表、GPRS和3G/LTE，等向上(回後台)傳輸方式；而近日又衍伸出 M-BUS傳輸，可用於連接其他如水表，天然氣表等智能設備，甚至可連結回家中備有M-BUS的智能裝置。用戶可通過家庭显示IHD（In-Home Display）设备获取用电信息。

## 標準
- ANSI C12.18
- IEC 61107 - Data exchange for meter reading, tariff and load control. Direct local data exchange
- IEC 62056 - Electricity metering –Data exchange for meter reading, tariff and load control

## 外部連結
- TIA Smart Utility Networks - U.S. Standardization Process 的存檔，存档日期2014-02-10.